# Elisabeth Paul
Elisabeth Paul (* 25. April 1895 in Darmstadt; † 4. Februar 1991 in London), geborene Elisabeth Selver, war eine deutsche Literaturwissenschaftlerin und Reformpädagogin, die 1936 zusammen mit ihrem späteren Ehemann nach Großbritannien emigrierte, wo sie 1937 in London eine wenige Jahre zuvor gegründete Schule erwarb und zu einer über Jahrzehnte hinweg angesehenen konfessionell ungebundenen und koedukativen Schule ausbaute. Diese St. Mary’s Town and Country School war ihrem Selbstverständnis nach eine reformpädagogische Einrichtung, die den Schulen im Exil zugerechnet werden kann.

## Leben vor der Emigration

### Familie und Schulausbildung
Elisabeth Paul wurde am 25. April 1895 als Elisabeth Selver in Darmstadt geboren als jüngstes Kind von David Selver und Amalie geborene Neustein (geb. 27. August 1867 in Nürnberg; gest. 17. Mai 1948 in Rugby (Warwickshire)). Elisabeths älterer Bruder, Paul Friedrich, wurde am 10. Januar 1893 in Darmstadt geboren und fiel im Ersten Weltkrieg; im Melderegister ist als Todesdatum der 27. Mai 1915 eingetragen.

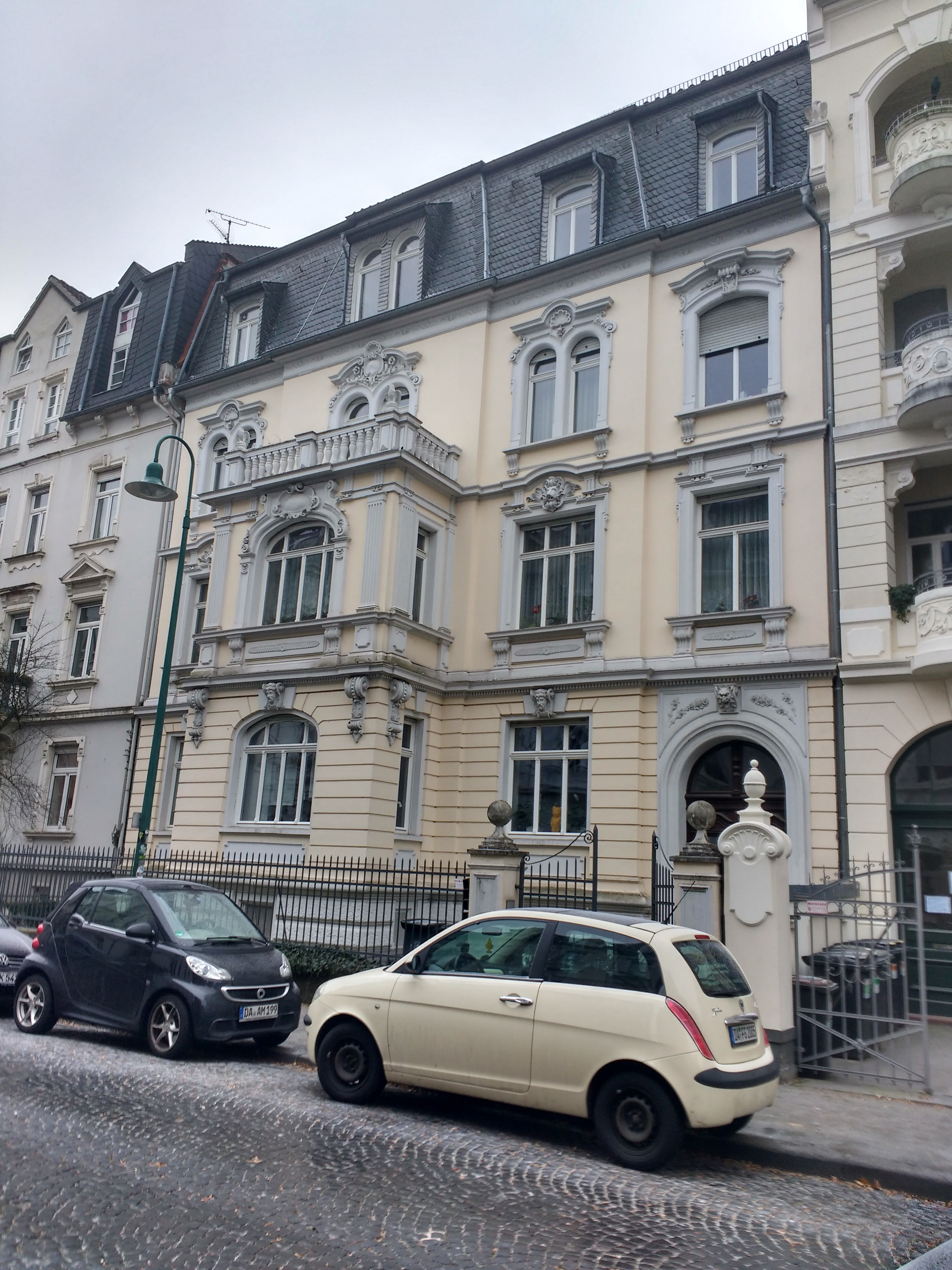
Elternhaus in Darmstadt

Von Ostern 1901 an besuchte sie das Reinecksche Seminar und die Viktoriaschule, „die ich nach Erreichen des Schulziels Ostern 1911 verliess“.
Zur gleichen Zeit wie Elisabeth Selver besuchte auch die spätere Musikwissenschaftlerin Elisabeth Noack die Viktoriaschule. Vermutlich seit dieser Zeit verband die beiden eine lebenslange Freundschaft, auf die noch zurückzukommen sein wird.

### Auslandsaufenthalte und Studium
Das von Elisabeth Selver 1911 erreichte Schulziel entsprach lediglich der besonders für Frauen damals üblichen kleinen Matrikel, die nur einen eingeschränkten Zugang zur Universität oder die Ausbildung an einem (Volksschul-)Lehrerinnenseminar erlaubte. Selver beschritt zunächst keinen dieser beiden Wege, sondern verbesserte ihre Sprachkenntnisse, zunächst von Mai bis Weihnachten 1911 sowie von Oktober 1912 bis März 1913 in Nancy, wo sie ein Diplom der Alliance française sowie ein „Certificat d'études de français“ der dortigen Universität erwarb. Im Anschluss daran, von April bis Oktober 1913, ging sie nach Großbritannien und besuchte das Royal-Albert-Memorial College an der University of Exeter. Der Aufenthalt endete mit der bestandenen „Prüfung des Summer-Meetings“ an der University of Oxford.
44 Studentinnen und Studenten nahmen zum Wintersemester 1914/15 ihr Studium an der gerade erst gegründeten Königlichen Universität zu Frankfurt am Main auf, eine davon war Elisabeth Selver. „Aufgrund der kleinen Matrikel besuchte ich an der Universität Frankfurt vom W.-Semester 1914/15 bis Semesterschluss 1917 Vorlesungen und Seminarien aus dem Gebiet der neueren Philologie. Ostern 1918 bestand ich die Reifeprüfung an der Studienanstalt in Darmstadt.“ Die universitären Vorbereitungen auf die Reifeprüfung waren laut einer Bestätigung des damaligen Rektors vom 8. Oktober 1917 mit dem Ende des Sommersemesters 1917 abgeschlossen.
Im Sommersemester 1918 studierte Selver an der Rheinischen Friedrich-Wilhelms-Universität Bonn und wechselte zum Wintersemester 1918/19 an die Ruprecht-Karls-Universität Heidelberg. In ihrem Lebenslauf schreibt sie hingegen: „Von 1918 bis jetzt studierte ich an der Universität Frankfurt a. M.“ Dieser Eintrag ist möglicherweise nicht korrekt. Es gibt in den Unterlagen des Universitätsarchivs in Frankfurt keine Anmeldekarte von Selver aus dem Jahre 1918, die ihre Rückmeldung bestätigt, dafür aber eine Anmeldekarte vom 8. Mai 1919. Auf der wird als zuletzt besuchte Hochschule Heidelberg genannt. Ihr dortiger Wohnsitz in der Leerbachstraße 12 ist auf der Karte durchgestrichen und mit dem Vermerk „aufgehoben“ versehen.
Auch über ihre Studieninhalte in Frankfurt schreibt Selver in ihrem Lebenslauf nichts. Die Anmeldekarten zur Universität besagen aber, dass sie für „Neuere Philologie“ eingeschrieben war. Entsprechend waren ihre mündlichen Prüfungsfächer im Rahmen ihrer Promotion auch „Germanische Philologie“, „Romanische Philogie“ und „Englische Philologie“. Im Umfeld dieses Kanons bewegten sich auch bereits die Lehrveranstaltungen, die sie zur Vorbereitung auf die Reifeprüfung von 1914 bis 1917 besucht hatte.
Ihr Lebenslauf endet mit einem Dank an „Herrn Prof. Schultz, der mir die Anregung zu meiner Dissertation gab“. Als weitere Professoren, bei denen sie studiert hat, erwähnt sie Hans Cornelius in Frankfurt, Johannes Hoops in Heidelberg, Hans Naumann in Frankfurt, Fritz Neumann in Heidelberg, Julius Petersen in Frankfurt und Wilhelm Meyer-Lübke in Bonn. Ihre Dissertation trägt den Titel „Der zyklische Bau der Dichtungen Stefan Georges: von den ‚Hymnen‘ bis zum ‚Teppich des Lebens‘“. Das „Protokoll zur mündlichen Doktorprüfung von Fräulein Elisabeth Selver“ vom 27. Juli 1923 endete mit der Gesamtnote „gut“.

### Anreger und Wegbereiter
Wie zuvor zitiert, soll der Frankfurter Neugermanist Franz Schultz die Anregung zu Selvers Dissertation gegeben haben. Schultz war 1921 als Nachfolger von Julius Petersen auf dessen Lehrstuhl in Frankfurt berufen worden. Zu seinem Repertoire gehörten zwischen 1921 und 1950 immer wieder Veranstaltungen zu zeitgenössischen Autoren, auch zu George, Rilke und Hauptmann, und im Sommerhalbjahr 1922 kündigte er unter anderem eine Veranstaltung „Deutsche Dichter der Gegenwart“ an, der im Winterhalbjahr 1922/23 die Veranstaltung „Deutsche Dichtung neuester Zeit“ folgte. Da Elisabeth Selver ihre Dissertation bereits in der ersten Hälfte des Jahres 1923 abgeschlossen hat, Schultz aber erst im Wintersemester 1921/22 seine Lehrtätigkeit in Frankfurt aufgenommen hatte, hieße das, dass ihr für Themenwahl und Ausarbeitung der Dissertation kaum mehr als ein Jahr zur Verfügung gestanden hätte. Andere Einflüsse als die von Schultz auf die Wahl des Dissertationsthemas wären deshalb naheliegend.
In Karl und Hanna Wolfskehls Briefwechsel mit Friedrich Gundolf findet sich in einer Anmerkung der Herausgeber der Hinweis: „David Selver, der Rabbiner der jüdischen Gemeinde Darmstadt, stand in freundschaftlicher und wohl auch seelsorgerischer Beziehung zu den Darmstädter Familien Gundelfinger und Wolfskehl.“ Gundelfinger ist der ursprüngliche Familienname von Friedrich Gundolf.
Diese hier angedeutete enge Beziehung zwischen den drei Familien wird auch in anderen Quellen mehrfach betont, so etwa in dem von Gunilla Eschenbach und Helmuth Mojem herausgegebenen Briefwechsel zwischen Friedrich Gundolf und Elisabeth Salomon. In einem dort abgedruckten Brief Gundolfs vom 22. November 1918 aus Darmstadt an Elisabeth Salomon schreibt er: „Ich führe hier ein viel stilleres Leben als in Berlin, sehe nur Kühners oder Selvers und de Haans.“ Dazu eine Anmerkung der Herausgeber auf der gleichen Seite: „Kühners oder Selvers und de Haans. Darmstädter Bekannte; Else Kühner, die Freundin Ernst Gundolfs, die Familie des Rabbiners David Selver (1856–1926), mit dessen Tochter Elisabeth (1895–1991), später verheiratete Paul, FG befreundet war – sie sollte 1923 eine Dissertation über Georges Dichtung verfassen –, die Familie des Dirigenten Willem de Haan (1849–1930), Karl Wolfskehls Schwiegervater.“
Diese engen familiär-freundschaftlichen Beziehungen führen – insbesondere durch die Personen von Karl Wolfskehl und Friedrich Gundolf – direkt zu Stefan George und in den inneren Zirkel des George-Kreises. Dazu schreibt Elisabeth Selvers Freundin, Elisabeth Noack, am 27. Dezember 1957: „Auch wurde im Hause Selver schon früh die Bedeutung des Dichters Stefan George erkannt und die Berührung mit dem George-Kreis durch Karl Wolfskehl (..) zum Ereignis. So wurde es für Frau Dr. Elisabeth Paul-Selver als zwingende Aufgabe empfunden, mit einer Arbeit über Stefan George zu promovieren.“ Und auch Hertha Luise Busemann geht im Abschlussbericht des Forschungsprojekts über die Private Waldschule Kaliski davon aus, dass das Dissertationsthema „nach der Freundschaft zwischen ihrem Vater und Karl Wolfskehl, der zum George-Kreis gehörte, wohl nicht zufällig gewählt“ worden war.
Zudem müssen Elisabeth Selvers Beziehungen zu Friedrich Gundolf sehr eng gewesen sein, vertraut und freundschaftlich, was sich unter anderem aus einem Brief von ihm vom 15. April 1920, wiederum in Darmstadt verfasst, an Elisabeth Salomon ergibt: „Gestern habe ich einen schönen Frühlingsspaziergang mit der schönen Liesel S. gemacht, Primeln gepflückt und dein Lob gesungen: besonders die Schönheit deines Gesichts wurde gepriesen und dabei wieder die Linie von Nase zu Oberlippe (…) So Sachen seh ich kaum – ich dachte an deine Beine, pries sie aber nicht.“ Liesel S. ist nach Eschenbach/Mojem niemand anders als Elisabeth Selver.

### Die Jahre 1923 bis 1931
Elisabeth Selvers Lebenslauf aus der Promotionsakte ist für lange Jahre das letzte Dokument, das direkt über ihr Leben Auskunft gibt. Mit ihrer Dissertation enden zunächst einmal ihre Spuren. Auch im Melderegister Darmstadt ist nach einem Eintrag aus dem Jahr 1919, der einen vorübergehenden Aufenthalt in Frankfurt dokumentiert, erst wieder 1932 von ihr die Rede. Eingetragen ist da der 25. April 1932, das Datum ihrer Abmeldung nach Berlin.
Am 20. Oktober 1952 hat Elisabeth Paul in Berlin einen Wiedergutmachungsantrag nach dem Bundesentschädigungsgesetz gestellt. Drei Jahre später, am 16. Juli 1955, reichte sie eine ausführliche Begründung nach, die viele biografische Details enthält. Über die Zeit nach ihrer Promotion schreibt sie: „Ich habe dann nach Tätigkeiten an der Bergschule Hochwaldhausen und am Paedagogium in Darmstadt in den Jahren 1926–1930 meine Sprachstudien noch weiter am Collège de France, Paris fortgesetzt. Im Jahre 1931 bin ich dann nach Berlin gegangen und war dort zunaechst in der Privatschule Kaliski taetig, deren franzoesische Abteilung von mir aufgebaut wurde.“ In einem Schreiben vom 27. Dezember 1959 an das Entschädigungsamt präzisierte Elisabeth Noack die Zeitangabe ihrer Freundin etwas: Sie seien beide in den Jahren 1923 und 1924 an der Bergschule Hochwaldhausen tätig gewesen, und Elisabeth Selver habe dort die Fächer Französisch, Deutsch und Kulturkunde unterrichtet.
Möglich also, dass sich Elisabeth Selver dann von 1926 bis 1930 in Paris aufgehalten hat. Ob sie dort allerdings nur Sprachstudien betrieben hat, ist fraglich. In dem schon erwähnten Brief ihrer Freundin heißt es vielmehr: „Am Collège de France war sie persönliche Schülerin von Charles Andler, dem bekannten Nietzsche-Forscher, der das französische Standardwerk über Nietzsche geschrieben hatte.“ Andler war seit 1926 Lehrstuhlinhaber für germanische Sprachen und Literaturen am Collège de France.
In einem Schreiben vom 14. Mai 1968 an das Landgericht Berlin vermerkt ihr Rechtsanwalt Karl Leonhard in ihrer Entschädigungssache, „daß sie sich in den Jahren 1930 bis 1932 zunächst in Paris zur Vorbereitung ihrer These aufgehalten und später in Darmstadt von eigenen Mitteln gelebt hat“. Ob der von Paul ursprünglich vorgegebenen zeitliche Rahmen 1926 bis 1930 dadurch ausgeweitet wird, muss offen bleiben. Interessant ist jedoch der Verweis auf ihre „These“. Das würde nämlich bedeuten, dass sie sich in Paris auch auf eine Habilitation vorbereitet hat. Weitere Hinweise hierzu finden sich allerdings nicht.
Im Vorwort seines 1933 erschienenen Buchs über den Einfluss des französischen Symbolismus auf die Wiederbelebung der Poetik in Deutschland bezieht sich Enid Lowry Duthie sowohl auf Gundolf als auch Karl Wolfskehl, um dann fortzufahren: „Mademoiselle Elizabeth Selver war meine beharrliche Freundin, deren Rat und Ermutigung waren die größte Hilfe. Ihre Fürsorglichkeit hat mir viele Schwierigkeiten geglättet, und ich bitte sie, meinen gerührten Dank anzunehmen.“ Leider geht daraus nicht hervor, wo und wann Duthie Selver kennenlernte. Zu vermuten ist jedoch, dass das im Zusammenhang mit ihrem Studienaufenthalt in Paris stattfand.

### Die Jahre 1932 bis 1936

#### Zwischen Paris und Berlin
Der letzte sie betreffende Eintrag im Darmstädter Melderegister stammt vom 25. April 1932 und dokumentiert amtlich ihren Wegzug nach Berlin. Ob sie zu diesem Zeitpunkt in Darmstadt gewohnt hat, ist allerdings zu bezweifeln. In ihren Promotionsunterlagen im Archiv der Universität Frankfurt gibt es einen Schriftwechsel zwischen Selver und der Universität aus der Zeit zwischen Mai und Juli 1932. Selver bittet die Universität darum, ihr eine beglaubigte Abschrift ihres Doktordiploms auszustellen, da ihr das Original abhandengekommen sei. Als Absender auf beiden Schreiben, zunächst einer Postkarte und im Juli auf einem maschinenschriftlichen Brief, ist jeweils vermerkt: Dr. E. Selver, Zwingenberg i. H., Orbisweg, Haus Kühner. Zwar war sie zu diesem Zeitpunkt in Darmstadt bereits abgemeldet, doch lebte ihre Mutter dort noch immer unter der alten Adresse. In einem Schreiben vom 5. Dezember 1955 des Entschädigungsamts in Berlin wird für Elisabeth Selver Zwingenberg an der Bergstraße amtlich als letzter inländischer Wohnsitz festgestellt.
Was es mit dem „Haus Kühner“ auf sich hat, ergibt sich aus dem Teil 2 von „Karl Wolfskehls Schriftwechsel aus Neuseeland 1938–1948“. In einem Brief Wolfskehls vom 18. Dezember 1947 an Kurt Frener schreibt Wolfskehl: „Grüß alle Bekannte, fahr doch einmal nach Zwingenberg zur Else Kühner, die kennst Du doch? Sonst rück einfach bei ihr ein und erzähl ihr ein bißschen von mir und daß ich, blind und altersmatt, einfach nicht jedem schreiben kann und zum Diktieren nur ein paar Wochenstunden mühsam ergattere.“ Else Kühner (vgl. Abschnitt „Anreger und Wegbereiter“) gehörte zu dem Freundeskreis um die Familien Gundolf, Wolfskehl und Selver. Gundolf erwähnte sie in einem Brief an Elisabeth Salomon vom 12. November 1916. Kühner, die damals, so Gundolf, im Haus Klappacher Straße 8 in Darmstadt gewohnt haben soll, wird von den Herausgebern des Briefwechsels so charakterisiert: „Else Kühner (1870–1957), nahe Freundin Ernst Gundolfs, war Lehrerin in Darmstadt.“ Wann Else Kühner nach Zwingenberg verzogen ist, ist nicht bekannt, und ebenso wenig, wie eng ihre Beziehung zu Elisabeth Selver war. Es kann jedoch als sicher gelten, dass auch Elisabeth Selvers Freund und späterer Ehemann, Heinrich (Heinz) Paul, zu dem Kreis um Kühner gehörte und in deren Haus verkehrte (siehe unten).
Auch Elisabeth Selvers Mutter, Amalie Selver, stand in enger Beziehung zu Else Kühner. Das ergibt sich aus der Wiedergutmachungsakte über deren nachgelassenes Vermögen, in der Elisabeth Selver erläutert, dass ihre Mutter „bei einer Freundin, Fräulein Kühnert in Zwingenberg bis zu ihrer im Sommer 1937 erfolgten Auswanderung nach England“ gewohnt habe. In einer Eidesstattlichen Versicherung von Else Kühnert in der gleiche Akte heißt es allerdings, dass Amalie Selver „bis zu ihrer Auswanderung nach England zuletzt im November 1937 bei mir in Darmstadt, Grüner Weg 37, gewohnt“ habe.

#### Die Zeit an der Privaten Waldschule Kaliski
Im Tribünengebäude des heutigen Berliner Mommsenstadions, Waldschulallee 34–42, war Anfang 1932 die von Lotte Kaliski gegründete Private Waldschule Kaliski (PriWaKi) eröffnet worden. Deren Direktor wiederum war Heinrich Selver (geboren 1901 in Blaszki; gestorben 1957 in Paris), ein Cousin Elisabeth Selvers. Von der Schulgründerin selber stammt der Hinweis, „dass Selvers Cousine in der ersten Zeit an der Schule unterrichtet hat“. Leider ist die Zeitspanne „in der ersten Zeit“ nirgends präzisiert, und auch Busemann et al. lassen dies offen, wenn sie schreiben: 1932 übernahm Heinrich Selver die Leitung der Waldschule Kaliski und „als erstes holte er seine Cousine Dr. Elisabeth Selver aus Darmstadt ins Kollegium. Sie verließ aber die Waldschule Kaliski bald wieder, um eine eigene Schule zu gründen.“ Allerdings wird Werner Fölling in seinem Beitrag zum Abschlussbericht des Forschungsprojekts über die PriWaKi etwas konkreter. Er erwähnt Elisabeth Selver in einer Aufstellung der Lehrkräfte als Lehrerin für Deutsch in den Jahren 1932/33. Und einen weiteren Hinweis gibt Fölling: Auch Elisabeth Selvers Verlobter sei um die Jahreswende 1932/33 Lehrer an der PriWaKi gewesen sein. Damit kann nur Heinrich Paul (siehe unten) gemeint gewesen sein, was durch ein Schreiben von Elisabeth Selvers Rechtsanwalt Karl Leonhard bestätigt wird. Am 11. September 1967 schreibt er an das Landgericht Berlin: „Heinz Paul war damals der Verlobte der Klägerin. Er schied aus der Kalisky-Wald-Schule, wo er gleichfalls unterrichtet hatte, aus, um rechtlich in der Lage zu sein, die arischen Schüler der Kalisky-Wald-Schule in die neu gegründete Waldschule der Klägerin zu überführen, was ihm auch ohne weiteres gelang.“
Auch von Elisabeth Selver erfährt man über den schon zitierten Satz hinaus, dass sie 1931 nach Berlin gegangen und dort zunaechst in der Privatschule Kaliski taetig gewesen sei, deren franzoesische Abteilung sie aufgebaut habe, nichts. Möglicherweise hielt sie sich schon vor der Gründung der PriWaKi in Berlin auf, doch ist es wahrscheinlich, dass der Kontakt zu der Schule erst über ihren Cousin zustande gekommen war. Und die Aussage, sie sei für den „Aufbau der französischen Abteilung“ an der Schuleverantwortlich gewesen, ist eher dem Umstand geschuldet, ihre Ansprüche im Entschädigungsverfahren zu verbessern, denn der Realität. Die „französische Abteilung“ dürfte außer ihr als Lehrerin kaum mehr Mitglieder gehabt haben.
Zu Selvers Ausscheiden aus der PriWaKi äußerte sich ihr Rechtsanwalt Leonhard in dem zuvor schon zitierten Schreiben vom 11. September 1967. Darin erklärt er: „Ende 1932 wurde ihr die Lehrerlaubnis entzogen, obwohl der deutschnationale Beamte im Kultusministerium ihr ausdrücklich versichert hatte, daß Schwierigkeiten nicht gemacht würden. (…) Die Klägerin hat daraufhin die Kalisky-Waldschule nicht mehr betreten, hat jedoch sofort mit eigenen Mitteln bzw. Mitteln ihrer Mutter und mit Hilfe der Mutter einer ihrer Schülerinnen eine eigene Schule begründet.“ Sollte es tatsächlich zu diesem Entzug der Lehrerlaubnis gekommen sein, dann dürften dafür – Ende 1932 – noch keine rassistischen Gründe maßgeblich gewesen sein, sondern formale: die fehlenden Examen für eine Arbeit im Schuldienst, was Elisabeth Selver dann ja auch später noch bewogen hat, das Mittelschullehrer-Examen nachzuholen.

#### Schulgründung und Flucht
Elisabeth Selvers amtliche Spuren in Berlin bleiben im Dunkeln. In den Berliner Adressbüchern jener Zeit ist sie, anders als ihr späterer Ehemann, Heinrich Paul, nicht verzeichnet. Sie hat jedoch in den Folgejahren mit Heinrich Paul zusammen eine eigene private Schule aufgebaut (s. u. Abschnitt „Die Private Waldschule Heinz Paul“) bevor sie 1935 nach Großbritannien auswanderte, und ganz offensichtlich hat sie mit Heinrich Paul dort auch gewohnt. Am 29. November 1956 versichert Elisabeth Noack an Eides statt, „daß Dr. Elisabeth Selver, jetzige Frau Paul, die Waldschule in Ruhleben, Charlottenburg 9, Wacholderweg 7b, mit Herrn Studienassessor Heinz Paul leitete und samt ihrer Mutter, Frau Amalie Selver, in der Schule wohnte“. Am 30. November 1956 gibt Noack noch eine weitere eidesstattliche Erklärung ab, der zur Folge „Elisabeth Paul ihren letzten inländischen Wohnsitz vor ihrer Auswanderung unter der Adresse der Schule in Berlin-Charlottenburg 9, Am Wacholderweg 8, hatte und dort auch gewohnt hat“. Von der Gestapo gibt es ein Schreiben vom 3. März 1942 an den Oberfinanzpräsidenten Berlin, Vermögensverwertung-Aussenstelle. Dessen Betreff lautet: „Jüdin Elisabeth Sara Selver, 25. April 1895 Darmstadt geb., zuletzt Bln.-Charlottenburg, Joachimsthalerstr. 7/8 wohnhaft gewesen.“ Wann und ob Elisabeth Selver jemals unter dieser Adresse gelebt hat, ist nicht bekannt und auch nicht, warum es darüber keinen Adressbucheintrag gibt.
Trotz der Schwierigkeiten, mit der die Schule von Anfang an zu kämpfen hatte, erhielt Elisabeth Selver am 31. August 1933 nach vorangegangener Prüfung das „Zeugnis der Befähigung als Mittelschullehrer“. In ihrem oben schon zitierten Brief vom 16. Juli 1955 begründet sie das damit, dass es ihr wichtig gewesen sei, „diese Qualifikation zusaetzlich zu meinen akademischen Qualifikationen [zu] besitzen“.
In diesem Schreiben beleuchtet sie dann auch die Hintergründe ihrer Flucht nach Großbritannien:

„Im Jahr 1935 aber ergaben sich aus der Tatsache, dass ich mit einem ‚Arier‘ verlobt war, dass meine Stellung an der Schule nicht zu halten war. Ich war der staendigen Gefahr einer Verfolgung fuer Rassenschande unterworfen, die Portiersfrau hatte mich bereits bedroht, indem sie mir Worte wie Rassenschande nachrief. Ich sah mich daher gezwungen, von den langen Ferien, die ich im Juni 1935 antrat, nicht mehr zurueckzukommen. Mein letzter deutscher Wohnsitz war daher Berlin-Charlottenburg.“

### Vermögensverwaltung und Enteignung
Heinrich Paul erklärt in seinem Entschädigungsverfahren, dass das Geld zur Finanzierung der von ihm eröffneten „Privaten Waldschule Heinz Paul“ von Elisabeth Selver und ihrer Mutter Amalie gestammt habe. Über den Hausbesitz, der bis Mitte der 1930er Jahre noch Mieteinnahmen eingebracht hat, und die Rabbinerpension der Mutter hinaus lässt sich über dieses Vermögen aber keine Aussage treffen. Es muss jedoch noch Barvermögen vorhanden gewesen sein, sonst wären die Schulgründungen in Berlin und London kaum möglich gewesen. Die Bankguthaben, die dann in den Wiedergutmachungsverfahren (siehe unten) geltend gemacht wurden, dürften im Vergleich dazu eher mindere Bedeutung gehabt haben. Die Zwangsverwaltung des Wohnhauses dürfte dann allerdings zu einem schweren Einschnitt geführt haben.

#### Zwangsverwaltung
Das Haus in der Landwehrstraße 12 mit insgesamt vier Wohnungen wurde am 13. Januar 1936 von Amalie Selver notariell beurkundet verschenkt. Bei der Mutter verblieb ein grundbuchamtlich verbrieftes Nießbrauchsrecht auf den Überschuss der eingehenden Mieten nach Abzug sämtlicher Kosten. Als langjähriger Verwalter des Anwesens fungierte zum damaligen Zeitpunkt – und noch bis Oktober 1938 – „der ‚beeidigte Buchrevisor‘, Dipl.-Handelslehrer J. Simon“, aus Darmstadt. Die Mietzahlungen erfolgen weiterhin auf das Konto der Mutter bei dem Bankgeschäft Kann & Schack in Darmstadt.
Ab Anfang 1938 existiert ein umfangreicher Schriftwechsel zwischen dem Verwalter Simon und der „Devisenstelle des Oberfinanzpräsidenten Hessen“ in Darmstadt und danach mit der „Devisenstelle beim Oberfinanzpräsidenten Berlin“. Von letzterer erhält Simon am 29. April 1938 den Genehmigungsbescheid, als Verwalter die monatlichen Mieten (des nun voll vermieteten Hauses) bis zu einem Höchstbetrag von 360 RM entgegenzunehmen. Der monatliche Überschuss aus diesen Einnahmen dürfte nach Aktenlage bei 20 bis 30 RM gelegen haben.
Am 3. Oktober 1938 schreibt Simon der Devisenstelle in Berlin, „dass auch die Mutter devisenrechtlich Ausländerin geworden ist, weil sie ihren Wohnsitz ebenfalls nach England verlegt hat, bzw. von einer Besuchsreise nach England zu ihrer Tochter nicht wieder zurückkehren wird.“ Weiterhin teilt er mit, dass er aufgrund einer gesetzlichen Anordnung die Hausverwaltung abgeben müsse. Diese werde an Willy Faulmann, Darmstadt, Lichtenbergstraße 33, übergeben, der schon weitere devisenrechtlich angeordnete Hausverwaltungen betreue. Eine gewisse Verfügungsgewalt über die eingehenden Gelder ist den Selvers trotz dieser Zwangsverwaltung dennoch verblieben, denn am 7. September 1939 erteilt die Devisenstelle Faulmann das Recht, aus den Mietüberschüssen monatlich 25 RM an Frl. Mali Goldstein, Schlageterstraße 101, Darmstadt, auszuzahlen. Dem lag eine schriftliche Bitte von Elisabeth Selver vom 15. August 1939 an Faulmann zugrunde; sie wollte damit die bisherige Unterstützung ihrer Cousine von bislang 10 RM monatlich erhöhen.
Waren bislang alle Vorgänge noch nach devisenrechtlich Bestimmungen gehandhabt und die Gelder über ein Verwaltungskonto für Ausländer vereinnahmt worden, das formal die Eigentumsrechte (nicht aber die Verfügung) aufrecht hielt, so weist ein letztes Schreiben in der Akte auf eine gravierende Veränderung hin. Die Devisenstelle beim Oberfinanzpräsidenten Berlin schreibt am 8. Januar 1942 an Faulmann wegen dessen Bitte um eine weitere devisenrechtliche Genehmigung: „Unter der Voraussetzung, dass das Vermögen der Vorgenannten unter die Elfte Verordnung zum Reichsbürgergesetz vom 25. November 1941 fällt und somit dem Deutschen Reich verfallen ist, ist eine devisenrechtliche Genehmigung nicht mehr erforderlich.“ Das besagte: Den Selvers waren die deutsche Staatsangehörigkeit und ihr Vermögen aberkannt worden.

#### Enteignung
In einer Anlage zum Schreiben der Geheimen Staatspolizei Berlin vom 3. März 1942 an den Oberfinanzpräsidenten Berlin, ‚Vermögensverwertung‘-Aussenstelle, werden als sichergestelltes Vermögen zwei Positionen aufgeführt:
„1.) Bei der Konversionskasse für deutsche Auslandsschulden, Berlin C 11, das Konto Nr. 4546.036 mit einem Guthaben von etwa 778,-- RM,
2.) ein Wohngrundstück in Darmstadt, Landwehrstr. 12, eingetragen beim Amtsgericht Darmstadt, Bezirk 3, Band 26, Blatt 1251. Das Grundstück hat einen Einheitswert von 33.100 RM und ist mit 1 Hypothek über 10.600 RM belastet. Es ist bereits vom Reichskommissar für die Behandlung feindlichen Vermögens erfasst und wird von Willy Faulmann, Darmstadt, Lichtenbergstr. 33, verwaltet.“ Am 25. November 1942 ergeht unter Bezug auf die grundbuchamtlichen Daten folgende Verfügung des Oberfinanzpräsidenten Berlin-Brandenburg an den Oberfinanzpräsidenten Darmstadt: „Der obenbezeichnete Grundbesitz ist dem Reich verfallen. Ich habe die Grundbuchberichtigung veranlasst. (…) Ich übertrage ihnen hiermit gemäss Ziffer 3 a des obenbezeichneten Erlasses die Verwaltung und Verwertung des Grundbesitzes.“ Am 8. März 1943 erfolgt eine „Vereinfachte Übereignunganzeige des Amtsgerichts Darmstadt“, die verkündet, dass am 5. März 1943 das Deutsche Reich, vertreten durch den Oberfinanzpräsidenten Berlin-Brandenburg, als Eigentümer der Grundstücke in Darmstadt, Bezirk 3, eingetragen worden ist.
Doch der „legalisierte Raub“, wie eine vom Fritz Bauer Institut erstellte Ausstellung über den „Fiskus und die Ausplünderung der Juden in Hessen 1933–1945“ betitelt war, war damit noch nicht zu Ende. Am 27. Februar 1943 verfügt der Oberfinanzpräsident Berlin gegenüber der Konversionskasse für Deutsche Auslandsschulden die Überweisung des oben erwähnten Barguthabens von in Höhe von 778 RM nebst Zinsen an die Oberfinanzkasse Berlin. Und zuvor schon, in einem Schreiben vom 13. Januar 1943 hatte bereits der weiterhin amtierende Verwalter der Liegenschaft, Willy Faulmann, den Oberfinanzpräsidenten in Berlin-Brandenburg darauf hingewiesen, dass es auch noch verwertbare Vermögensgegenstände in dem Haus gebe. Er erwähnt einige ältere Möbelstücke der Selvers, die durch einen Taxator auf 282 RM geschätzt worden seien. Möglicherweise hoffte er auf einen Verkauf in eigener Regie und einen damit zu erzielenden Extraprofit für sich. Doch schon am 22. April 1943 teilt das Finanzamt Darmstadt-Stadt dem Oberfinanzpräsidenten Berlin-Brandenburg mit: „Ich habe die in dem Grundstück Landwehrstrasse 12 in Darmstadt befindlichen Einrichtungsgegenstände der Jüdin Selvers verwertet. Der Verwertungserlös beträgt 582,35 RM. Ich habe meine Finanzkasse heute angewiesen, den obigen Betrag auf das Postscheckkonto (…) Ihrer Oberfinanzkasse zu (…) überweisen.“ Mit der Eingangsbestätigung der Oberfinanzkasse des Oberfinanzpräsidenten Berlin-Brandenburg vom 4. Mai 1943 endet die Akte.

#### Die Rückerstattung des Gebäudes
Die Grundbuchakten beim Amtsgericht Darmstadt belegen Elisabeth Selvers Rückerstattungsantrag vom 26. Juni 1948. Der Antrag richtete sich gegen das „Deutsche Reich, Oberfinanzpräsident Berlin-Charlottenburg“, vertreten durch das „Hessische Staatsministerium, Minister für Finanzen, Wiesbaden“. Die Rückgabe des Hauses Landwehrstraße 12 in Darmstadt und der drei dazugehörigen Flurstücke an Elisabeth Selver erfolgte nach Besatzungsrecht. Der Beschluss trug den Vermerk: „Die Rücküberweisung erfolgt nach dem amerikanischen Militär-Regierungsgesetz Nr. 59 durch Beschluss des Amtes für Vermögenskontrolle und Wiedergutmachung, Darmstadt, vom 3. November 1949.“
Am 8. März 1954 erhielt Elisabeth Selver den Genehmigungsbescheid der Landeszentralbank von Hessen über 2.500 DM „zum Wiederaufbau, bzw. Instandsetzung des Grundstückes in Darmstadt, Landwehrstr. 12“. Diese Hypothek würde zugunsten des Landes Hessen, vertreten durch den Minister der Finanzen, ins Grundbuch eingetragen. Vier Jahre später, am 22. April 1958, wurde vor einem Darmstädter Notar der Grundstückskaufvertrag zwischen Elisabeth Selver und einem Darmstädter Ehepaar abgeschlossen. Elisabeth Selver ließ sich dabei vertreten durch die Studienrätin Elisabeth Noack, ihre ehemalige Schulkameradin. Das Haus wechselte für 35.000 DM die Besitzer.

## Leben nach der Emigration
Die weitere Lebensgeschichte von Elisabeth Selver, seit der Heirat am 21. April 1937 nun Elisabeth Paul, ist bis zu ihrem Tod am 4. Februar 1991 in London untrennbar mit der Geschichte der „St. Mary’s Town and Country School“ verbunden, deren prägende Gestalt sie war.

### DieSt. Mary’s School
Die Schule verstand sich als eine private, überkonfessionelle, koedukative und progressive Schule. Dieses progressiv steht für die britische Variante dessen, was in Deutschland unter Reformpädagogik firmiert. Heinrich Paul hatte einige Zeit an den Bondy-Schulen gearbeitet, Elisabeth Paul, wie oben schon erwähnt, an der Bergschule Hochwaldhausen und für kurze Zeit an der von ihrem Cousin geleiteten Privaten Waldschule Kaliski. Danach hatten beide die Private Waldschule Heinz Paul gegründet. Elisabeth Paul, die die bestimmende Kraft der St. Mary’s School war, griff zur Konkretisierung ihres pädagogischen Ansatzes auch auf die reformpädagogischen Klassiker zurück, präferierte aber vor allem Frederick Matthias Alexander und die von ihm begründete Alexander-Technik.
Elisabeth Paul hat die Schule durch die Kriegsjahre geführt und sie in den 1960er und 1970er Jahren zu einer sehr erfolgreichen Privatschule gemacht. Wie weit Emigrantenkinder in den wenigen Vorkriegs- und Kriegsjahren die Schule besucht haben, ist abschließend kaum zu beurteilen, doch hat die Schule offenbar eine große Anziehungskraft auf Eltern aus Künstler- und auch Diplomatenkreisen ausgeübt.
Die Schule war ursprünglich eine Tagesschule. Durch die kriegsbedingten Evakuierungen wandelte sie sich zu einem Internat. Nach dem Krieg war sie wiederum eine Tagesschule mit einem eher geringen Anteil an Internatsschülern. Der Namenszusatz „Country-School“ verdankt sich primär dem im Jahre 1954 in der Nähe von Chinnor in den Chiltern Hills erworbenen Anwesen Hedgerley Wood (Lage). Zu Hedgerley Wood, das mit einem kleinen Schwimmbecken und allen Einrichtungen für Spiele und Projekte übernommen worden war, gehörte auch ein großes Waldgebiet. Es war ein Wochenendhaus für eine kleine Gruppe von Internats- und Tagesschülern und auch für eine französisch-britische Sommerschule für Kinder. Die untere Jahrgangsstufe („Junior School“) verbrachte mit ihren Klassenlehrern im Sommerhalbjahr regelmäßig eine Woche oder mehr dort, gemäß dem Konzept der Schullandheime.
Die Schule war populär und gut frequentiert. Während 1951 144 Mädchen und Jungen aller Altersstufen, darunter 17 Internatsschüler, die Schule besuchten, waren es 1974 186 Mädchen und Jungen im Alter von 4 bis 16 Jahren.

### Der Mensch Elisabeth Paul
Zum Privatleben Elisabeth Pauls gibt es keine konkreten Hinweise, nur widersprüchliche Eindrücke aus verschiedenen Schülergenerationen. Sie wurde verehrt als jemand, der lebenslang prägende Anregungen gab, wird aber auch als sehr exzentrische Person beschrieben.
Auf einer Webseite über die St. Mary’s School ist ein Film über die Schule aufrufbar, in dem auch Elisabeth Paul ausführlich zu Wort kommt. Standbilder daraus, die die zu diesem Zeitpunkt siebzigjährige mit Aufnahmen aus den Jahren 1928 und 1932 kontrastieren, sind auf der Schul-Homepage zu sehen.

### Elisabeth Pauls Entschädigungsverfahren

#### Wiedergutmachung in eigener Sache
Am 20. Oktober 1952 hat Elisabeth Paul beim Entschädigungsamt in Berlin ihren Antrag auf Grund des Gesetzes über die Entschädigung der Opfer des Nationalsozialismus gestellt. Das damit in Gang gesetzte Verfahren wurde erst am 17. November 1969 abgeschlossen.
Das Entschädigungsamt hatte Elisabeth Paul am 7. Februar 1957 erstmals einen Vorschuss über 2.000 DM gewährt, der mit einem Bescheid vom 21. April 1961 über insgesamt 16.650 verrechnet werden sollte. Elisabeth Paul wurde dabei nur eine Entschädigung für Angehörige des gehobenen Dienstes zugesprochen, während sie auf Gleichstellung mit einem Angehörigen des höheren Dienstes pochte, und ihr wurde ein Rentenwahlrecht abgesprochen. Aufgrund einer bereits laufenden Klage bot das Entschädigungsamt am 11. September 1962 einen Vergleich über 40.000 DM an, auf den die zuvor erwähnten 16.650 DM angerechnet werden sollten. Zudem sollte durch den Vergleich auch die Klagesache als erledigt gelten.
Der angestrebte Vergleich ist jedoch nie zustande gekommen, da der Rechtsstreit weiterlief, der erst mit einem Urteil des Berliner Landgerichts vom 30. September 1968 seinen Abschluss fand. Das Urteil gab Elisabeth Selver in vielen Punkten recht, vor allem in der Frage der Eingruppierung und der daraus ableitbaren Entschädigungsleistungen. Zwar ist das Gericht der Auffassung, dass nicht festgestellt werden kann, „daß sie in der maßgebenden Zeit ein auf eigener Arbeitsleistung beruhendes Einkommen von jährlich 8.200,-- RM, das für die Einstufung in den höheren Dienst erforderlich ist, erzielt hat.“ Es führt dann aber aus:

„Jedoch die soziale Stellung der Klägerin, die sich nach der auf ihrer Vorbildung ihren Leistungen und Fähigkeiten beruhenden Geltung im öffentlichen Leben bestimmt, rechtfertigt die begehrte Höherstufung in die vergleichbare Beamtengruppe des höheren Dienstes. (…) Als Leiterin und Mitinhaberin einer eigenen Schule hat sie das gleiche Ansehen genossen wie ein Beamter des höheren Dienstes. Hinzu kommt noch, daß die Klägerin an der Universität in Frankfurt promoviert und Diplome an den Universitäten in Nancy und Oxfort erworben hatte, die ihre Geltung in ihrem Beruf als Leiterin einer Privatschule noch erhöhten. Die Klägerin war daher aufgrund ihrer sozialen Stellung in den höheren Dienst einzureihen.“

Rechtsanwalt Leonhard erklärte im Namen seiner Mandantin Ende Oktober 1968 einen Rechtsmittelverzicht, worauf Elisabeth Paul am 17. November 1969 über die im Bescheid vom 11. September 1962 schon gewährten 40.000 DM hinaus eine weitere Kapitalentschädigung in Höhe von 9.497,49 DM zugesprochen und der rückwirkende Rentenanspruch bestätigt wurde, was insgesamt zu einer Nachzahlung über 30.331 DM führte und zu einer fortlaufenden monatlichen Rentenzahlung in Höhe von 622 DM.

#### Wiedergutmachungsverfahren Amalie Selver
Nahezu zeitgleich zu ihrem eigenen Verfahren hatte Elisabeth Paul nach einem formlosen Antrag vom 9. März 1950 am 18. Oktober 1952 auch im Namen ihrer verstorbenen Mutter, Amalie Selver, einen formellen Antrag auf Wiedergutmachung nach dem „Gesetz zur Wiedergutmachung nationalsozialistischen Unrechts“ gestellt. Geltend gemacht wurden Schäden am Eigentum und Vermögen sowie Schäden im wirtschaftlichen Fortkommen allgemein.
Als Erbin ihrer Mutter macht Elisabeth Paul Forderungen wegen in Darmstadt zurückgelassenem Mobiliar, entzogenen Bankguthaben, verlangte Judenvermögensabgabe und einbehaltener Mietzahlungen geltend. Hinzu kamen Forderungen wegen der der Mutter zunächst gekürzte und dann gänzlich vorenthaltene Zahlungen ihrer Witwenpension. Teile dieser Forderungen wurden bereits im Zusammenhang mit dem Antrag auf Rückübertragung ihres Darmstädter Hauses (sie oben) geltend gemacht, waren damals aber zurückgewiesen worden.
In beiden Verfahren wurde Elisabeth Paul von dem ehemaligen Darmstädter, jetzt Londoner Rechtsanwalt Friedrich Mainzer vertreten. Friedrich (Fritz) Mainzer (* 17. März 1875 in Darmstadt – † 15. August 1955 in London) war bereits der Anwalt ihres Vaters bei dessen Kündigung als Rabbiner durch die Jüdische Gemeinde Darmstadt. Das Verfahren war damals durch einen Vergleich beendet worden, der David Selver einen vorzeitigen Ruhestand mit Pensionsanspruch sicherte. Aus diesem Pensionsanspruch wiederum resultierte nun der erhobene Anspruch auf Nachzahlung der gekürzten bzw. vorenthaltenen Witwenpension.
Mainzers Darmstädter Anwaltspraxis war 1938 in der Pogromnacht überfallen und verwüstet und ihm anschließend Berufsverbot erteilt worden. Im Frühjahr 1939 emigrierte er nach Großbritannien und arbeitete ab Mai 1940 in London als „lawyer on continental law“. Das Mainzer bis zu seiner Emigration gehörende Wohnhaus in der Osannstr. 11 in Darmstadt war nach 1948 und bis zum Herbst 1988 das Zentrum der jüdischen Gemeinde in Darmstadt.
Die Entschädigungsbehörde beim Regierungspräsidium Darmstadt lehnte in einem Bescheid vom 16. Mai 1953 alle die aus der Witwenpension resultierenden Ansprüche – DM 6.720,00 – ab. Es folgten langjährige juristische Auseinandersetzungen vor dem Landgericht Darmstadt und dem Oberlandesgericht Frankfurt, während deren Dauer Pauls Londoner Anwalt Mainzer verstarb und ihr Darmstädter Anwalt seine Kanzlei an Nachfolger übergab. Am 27. Januar 1955 verurteilte das Oberlandesgericht Frankfurt das Land Hessen, vertreten durch den Hessischen Minister des Innern, zur Nachzahlung von 6.720,00 DM an Pensionen und zur Übernahme der außergerichtlichen Kosten, und in der Folge gewährte auch das Regierungspräsidium in einem Teilbescheid vom 7. April 1955 weitere 200,00 DM als Transportkostenentschädigung. Diese Gesamtsumme über 6.920,00 DM wurde in drei Raten bis zum 21. August 1956 auch ausgezahlt.
Noch nicht entschieden war damit über die Elisabeth Paul vorenthaltenen Mieteinnahmen während der Beschlagnahmung ihres Darmstädter Hauses, die ihrer Verfügung entzogenen Bankguthaben und der geleisteten Judenvermögensabgabe, was zu einem umfangreichen Schriftwechsel zwischen der Entschädigungsbehörde und den Rechtsanwälten führte.
Am 7. Juni 1961 entschied dann die Oberfinanzdirektion Frankfurt Elisabeth Paul weitere 500,00 DM als Schadenersatz für entzogene Möbel zuzuerkennen, doch ging der Streit um die Entschädigung für die Abgabe auf Umzugsgut und um die Judenvermögensabgabe weiter. Das Regierungspräsidium verlangte Unterlagen, die Elisabeth Paul offenbar nicht vorlegen konnte, was sich in spürbar hinhaltenden Schreiben ihres Anwalts bemerkbar machte. Am 27. November 1962, zehn Jahre nach der Antragstellung, lässt Elisabeth Paul dann ihren Anwalt dem Regierungspräsidenten mitteilen, dass die noch offenen Entschädigungsfragen nicht weiter verfolgt würden und das Verfahren somit beendet sei.

### Elisabeth Pauls tragisches Ende
Das Ende der St. Mary’s School war wohl zu einem Teil ihrem autokratischen Wesen geschuldet. Und auch ihre „Mental Illness“, ihre fortschreitende psychische Erkrankung mit auffälligen Veränderungen im Denken und Handeln, konnte oder wollte niemand wahrnehmen. Mit sechsundachtzig Jahren glaubt sie noch, eine Schule zu führen, die 1981 gerade mal noch aus sieben Schülerinnen und Schülern und ebenso vielen Lehrkräften bestand. 1982 dann erfolgte die Schließung der Schule – nicht wegen Elisabeth Pauls Geschäftsunfähigkeit, sondern wegen horrender Schulden, nicht zuletzt Steuerschulden.
Elisabeth Paul hat vermutlich in ihren letzten Lebensjahren nichts mehr von dem mitbekommen, was um sie herum passierte und ihr Lebenswerk zum Opfer von Grundstücksspekulanten werden ließ. Gemäß ihrer Todesurkunde verstarb sie am 4. Februar 1991 im Londoner „Elmhurst Residential Home“, einer Einrichtung, die heute auf Demenz- und Alzheimererkrankung spezialisiert ist an Lungenentzündung (Bronchopneumonie). Sie war fast 96 Jahre alt.

## Heinrich Paul – der Mann an ihrer Seite
Wie seine spätere Frau stammt auch Heinrich Paul aus Darmstadt. Die Elternhäuser der beiden befanden sich nur ca. 350 Meter voneinander entfernt im gleichen Stadtviertel, dem Johannesviertel. Gemäß den Darmstädter Melderegisterdaten und den Unterlagen im Archiv der Frankfurter Universität haben beide 1922 mindestens ein Semester lang in Frankfurt Neuere Philologie studiert. Spätestens seit dem Ende der 1920er Jahre dürfte dann eine enge Freundschaft zwischen den beiden bestanden haben, die sie zunächst nach Berlin und dann gemeinsam in die Emigration nach Großbritannien geführt hat.

### Heinrich Pauls Leben vor der Emigration
Heinrich Paul (vollständiger Name: Heinrich Gustav Adolf Paul) wurde am 8. März 1900 in Darmstadt geboren und starb am 15. August 1980 in London.
Pauls Eltern waren Gustav Paul und dessen Ehefrau Lina, geborene Heil. Der Vater betrieb eine Papierhandlung in Darmstadt. Im Zweiten Weltkrieg wurde die Familie Paul ausgebombt und lebte danach in Ueberau, heute ein Stadtteil von Reinheim.
Aus den Abiturunterlagen geht hervor, dass Paul evangelischer Konfession war und 1909 zunächst die Vorschule und dann von Ostern 1910 bis Ostern 1919 das staatliche Realgymnasium in Darmstadt (die heutige Georg-Büchner-Schule) besuchte. 1919 steht er in der Liste der Schüler, die zur Kriegsreifeprüfung zugelassen waren, und er hat auch die entsprechenden schriftlichen Klausuren mitgeschrieben. Er war zu der Zeit (12. bis 19. Juni 1918) bereits gemustert, hatte aber noch keinen Gestellungsbefehl erhalten. Im Protokoll der Reifeprüfung wurde jedoch vermerkt, dass Paul noch des Unterrichts bedürfe und er 1919 erneut an der Reifeprüfung teilnehmen solle; am 28. März 1919 erhielt er dann das Reifezeugnis.
Laut Melderegister der Stadt Darmstadt blieb die Wohnung der Eltern, Liebigstraße 6 (II. Etage), Heinrich Pauls Hauptwohnsitz bis zu seinem Umzug nach Berlin am 1. September 1932. Seine Matrikelakte im Archiv der Universität Gießen besagt, „dass er sich am 6. Mai 1922 an der Universität Gießen für das Studium in der Philosophischen Fakultät (stud. phil.) immatrikulierte“. Zuvor hatte Heinrich Paul in Marburg, Heidelberg und Frankfurt am Main studiert, laut Vermerk auf der Matrikelakte legte er bei seiner Immatrikulation in Gießen ein Abgangszeugnis der Universität Marburg (12. Oktober 1920), ein Abgangszeugnis der Universität Heidelberg (4. April 1921) und ein Abgangszeugnis der Universität Frankfurt (25. März 1922) vor. An der Universität Gießen studierte Heinrich Paul bis einschließlich Sommersemester 1923, laut Vermerk auf der Matrikelakte erhielt er am 8. Juni 1923 das Abgangszeugnis ausgefertigt.
Während des Semesters in Frankfurt hat Heinrich Paul offensichtlich bei seinen Eltern in Darmstadt gewohnt, denn für diese Zeit gibt es keinen Eintrag im Darmstädter Melderegister. Und zu der Zeit, als er in Frankfurt studierte, tat dies auch seine spätere Ehefrau, Elisabeth Selver. Sie war ebenfalls für neuere Philologie eingeschrieben, und wenn sich die beiden nicht schon von Darmstadt her kannten, müssten sie sich eigentlich spätestens hier begegnet sein. Es ist bei den damals sehr überschaubaren Studentenzahlen ziemlich unwahrscheinlich, dass sie sich bei Vorlesungen oder Seminaren nicht begegnet sein sollten.
Missverständlich ist ein Schreiben Pauls vom 10. Juni 1954, worin er schreibt: „Ich absolvierte mein Staatsexamen als Philologe an der Universitaet Giessen (Urkunde vom 13. September 1926 anbei) und bestand mein Assessorexamen 2 Jahre später.“ In der Entschädigungsakte befindet sich die Abschrift dieser hier erwähnten Urkunde, aus der sich ein differenzierteres Bild ergibt: Die erste Prüfung für das höhere Lehramt hat Paul am 23. Februar 1924 mit „gut“ bestanden und dadurch die Lehrbefähigung für die Hauptfächer Deutsch und Englisch sowie für das Nebenfach Geschichte erworben. Daran schloss sich das Referendariat an der Eleonorenschule in Darmstadt an. Zwei Jahre später, am 8. September 1926, erfolgte die mündliche Staatsprüfung mit der Note „genügend“. Diese Benotung erhielt er ebenso für seine Hausarbeit und für sein „Lehrgeschick“, woraus dann die Gesamtnote „genügend“ und die Ernennung zum Studienassessor resultierte.
In Heinz Pauls Entschädigungsakte befindet sich ein längeres Schreiben eines Peter. F. Meyer, London, vom 14. Mai 1968. Darin werden als anschließende Stationen in Pauls Lebenslauf aufgeführt: A ) 1926–1931 Studienassessor in einer Privatschule in Seeheim an der Bergstraße, anschließend in einem Landerziehungsheim in der Lüneburger Heide; B )  1931–1932 Direktor einer Fürsorgeeinrichtung in Schleswig-Holstein; C ) 1932 nach kurzer Tätigkeit in Darmstadt Eröffnung einer eigenen Privat-Waldschule in Berlin. Diese Angaben sind nur oberflächlich korrekt.
Am 1. Februar 1927 meldete sich Paul laut dem Darmstädter Melderegister nach Seeheim ab, von wo er aber bereits am 1. Mai wieder nach Darmstadt zurückkehrte, um sich dann am 2. Oktober 1927 nach Gandersheim abzumelden. Diese Phase endete am 7. April 1930 mit der Rückmeldung aus Dahlenburg. Der Melderegistereintrag sagt natürlich nichts aus über die tatsächliche Aufenthaltsdauer von Heinz Paul in Seeheim, aber sicher ist, worauf noch zurückzukommen ist, dass er sich im Dezember 1927 bereits in Gandersheim aufhielt. In Seeheim gab es in der hier relevanten Zeit eine private Schule, an der er unterrichtet haben könnte: die „Privatschule für Töchter (Höhere Lehranstalt und Pensionat G. Türck)“ im Haus Bergstraße 32 in Seeheim, die bis 1928 bestand. Ob Paul an dieser Schule tatsächlich unterrichtet hat, muss allerdings offen bleiben.
1919/20 war Max Bondy Mitbegründer der Freien Schul- und Werkgemeinschaft Sinntalhof auf dem Sinntalhof in Brückenau. Dieses Schulprojekt scheiterte, weshalb Max Bondy 1923 mit einem Teil der Schüler und der Mitarbeiter nach Gandersheim in Niedersachsen zog. In Zusammenarbeit mit seiner Frau Gertrud, einer Ärztin und Psychoanalytikerin, gründete er dort die Schulgemeinde Gandersheim. Sie zog 1929 nach Marienau um, wo sie sich „Schulgemeinde auf Gut Marienau“ nannte, aus der das heutige Landerziehungsheim Schule Marienau hervorging.
Im „Auskunftsblatt der Schulgemeinde Gandersheim“ von 1928 wird in der Liste der in Gandersheim unterrichtenden Lehrkräfte (Stand Dezember 1927) der Studienassessor Paul für die Fächer Englisch, Deutsch und Geschichte genannt. Am 1. Januar 1931 verzog er nach Fahrenkrug im Kreis Segeberg und kehrte am 24. Mai 1931 aus Wahlstedt, ebenfalls im Kreis Segeberg gelegen, nach Darmstadt zurück. Das ist die Zeitspanne, für die es in dem schon zitierten Noack-Schreiben vom 27. Dezember 1959 hieß, er sei Direktor einer Fürsorgeeinrichtung in Schleswig-Holstein gewesen, und zwar des Heimes Waldesruh bei Segeberg (Holstein) für schwererziehbare Kinder. Verstärkend weist Noack noch darauf hin, dass dieses Heim „in engem Konnex mit der Hochschule für Lehrerbildung in Kiel“ gestanden habe, „deren Professoren für Pädagogik und Psychologie öfters Beratungen mit Herrn Paul hatten und ihre Studenten zu ihm als Hospitanten schickten“.
Richtig ist, dass 1927 der „Verein Kinderheim e. V. Waldesruh“ als freier Wohlfahrtsverband gegründet worden war, der es sich zur Aufgabe gemacht hatte, „schwer erziehbare Jugendliche, Kinder und Psychopathen zu beschulen und erziehen“. Der Verein, dessen Vorstand auch ein Professor Dr. Pflug von der Pädagogischen Hochschule Kiel angehörte, unterhielt eine zweiklassige Heimschule, deren fünf Erzieher zwischen 1927 und 1932 in der Chronik aufgelistet werden. Nicht darunter: Heinrich Paul. Sein Name findet auch an anderer Stelle über das „Kinderheim Waldesruh“ keine Erwähnung. Der Verdacht liegt nahe, dass er sich dort allenfalls auf Probe oder als Hospitant aufgehalten hat, aber keinesfalls als „Direktor“, wie Noack behauptete.
Über ein Jahr blieb Heinrich Paul nach seiner Rückkehr aus Norddeutschland laut Melderegister bei seinen Eltern in Darmstadt wohnen. Aus dieser Zeit gibt es nur zwei Fotos, einmal mit Elisabeth Selver und Heinrich Paul, und einmal mit Ludwig Rothamel, Elisabeth Selver und Heinz Paul. „Both photos were taken on the 15th of September 1931 at 5pm, near Darmstadt, Germany.“ Dieser Hinweis stammt von Karl Rothamel, dem Sohn von Ludwig Rothamel. Ludwig Rothamel war ein alter Darmstädter Schulfreund von Heinrich Paul, und sein Sohn Karl besuchte von April bis Oktober 1961 selber die „St. Mary’s School“ und hat einige Informationen über die Geschichte ihrer Betreiber beigesteuert.
Es ist auch nicht sicher, dass Heinrich Paul in dieser Zeit tatsächlich bei seinen Eltern gewohnt hat. In Elisabeth Selvers Promotionsunterlagen im Archiv der Universität Frankfurt gibt es einen Schriftwechsel zwischen Selver und der Universität aus der Zeit zwischen Mai und Juli 1932. Selver bittet die Universität darum, ihr eine beglaubigte Abschrift ihres Doktordiploms auszustellen, da ihr das Original abhandengekommen sei. Als Absender auf beiden Schreiben, zunächst einer Postkarte und im Juli auf einem maschinenschriftlichen Brief, ist jeweils vermerkt: Dr. E. Selver, Zwingenberg i. H., Orbisweg, Haus Kühner. Der Brief vom 1. Juli 1932, in dem die Kopie der Promotionsurkunde erneut angemahnt wurde, endete mit dem Satz „für Dr. Elisabeth Selver“, dem die handschriftliche Unterschrift „H. Paul, Studienassessor“ folgte. Zweifel sind angebracht, ob dieser Brief überhaupt von Elisabeth Selver selber geschrieben wurde, da diese zu dem Zeitpunkt bereits in Berlin weilte. Sicher ist allerdings, dass die Beziehungen zwischen der Familie Selver und Else Kühner sehr eng gewesen sein müssen, wie später noch im Zusammenhang mit den Wiedergutmachungsverfahren deutlich werden wird.

### Die Private Waldschule Heinz Paul
Laut Melderegister der Stadt Darmstadt verzog Heinrich Paul am 1. September 1932 nach Berlin-Eichkamp. Nach der historischen Einwohnermeldekartei Berlins (EMK) zog er ins Haus „Marienburger Allee 16 bei Rheinhold“. Ganz in der Nähe dieser Adresse befand sich die Private Waldschule Kaliski (PriWaKi), an der zu diesem Zeitpunkt Elisabeth Selver arbeitete. In seinem Beitrag zum Abschlussbericht eines Forschungsberichts über die PriWaKi schreibt Werner Fölling: „Die Lehrerschaft scheint um die Jahreswende 1932/33 mindestens zur Hälfte noch nicht jüdisch gewesen zu sein. Unseres Wissens waren (…) und der Verlobte von Fräulein Dr. Selver nicht jüdisch.“ Dieser „Verlobte“, daran gibt es keinen Zweifel, war Heinrich Paul. Fölling erwähnt ihn, anders als Elisabeth Selver, auch nicht mehr in seinem weiteren Beitrag über die Schüler und Lehrer der PriwaKi. Das bereits mehrfach zitierte Schreiben von Elisabeth Selvers Anwalt aus dem Jahre 1967 bestätigt jedoch ebenfalls, dass Heinz Paul an der PriWaKi unterrichtet hat.
Für Heinrich Paul findet sich im Berliner Adressbuch von 1935 erstmals ein eigener Eintrag: „(Paul) – Heinz Stud Assess Charlb Wacholderweg 7b“. Dies ist nicht weit von seiner ersten Anschrift Marienburger Allee 16 entfernt. Im Adressbuch von 1936 wiederholt sich dieser Eintrag, wobei aus „Heinz“ nun „Heinrich“ wurde. Aber es kommt ein weiterer Eintrag hinzu: „(Paul) – Heinz Priv Waldschule Charlb Wacholderweg 7b“. Beide Einträge erscheinen auch im Straßenteil des Adressbuches und werden in gleicher Weise 1937 wiederholt. In vielen Erinnerungen ehemaliger Schülerinnen und Schüler der 1937 von Heinz Paul und Elisabeth Selver erworbenen St. Mary’s School in London finden sich unkonkrete Hinweise über eine frühere Schule der beiden in Deutschland. So auch bei dem weiter oben schon zitierten Karl Rothamel, der nur zu berichten weiß: „As far that I know, Elisabeth and Heinz had a school in Berlin.“ Auch Busemann et al. lassen die Frage nach einer von Selver und Paul gegründeten Schule offen, wenn sie schreiben: 1932 übernahm Heinrich Selver die Leitung der Waldschule Kaliski und „als erstes holte er seine Cousine Dr. Elisabeth Selver aus Darmstadt ins Kollegium. Sie verließ aber die Waldschule Kaliski bald wieder, um eine eigene Schule zu gründen.“

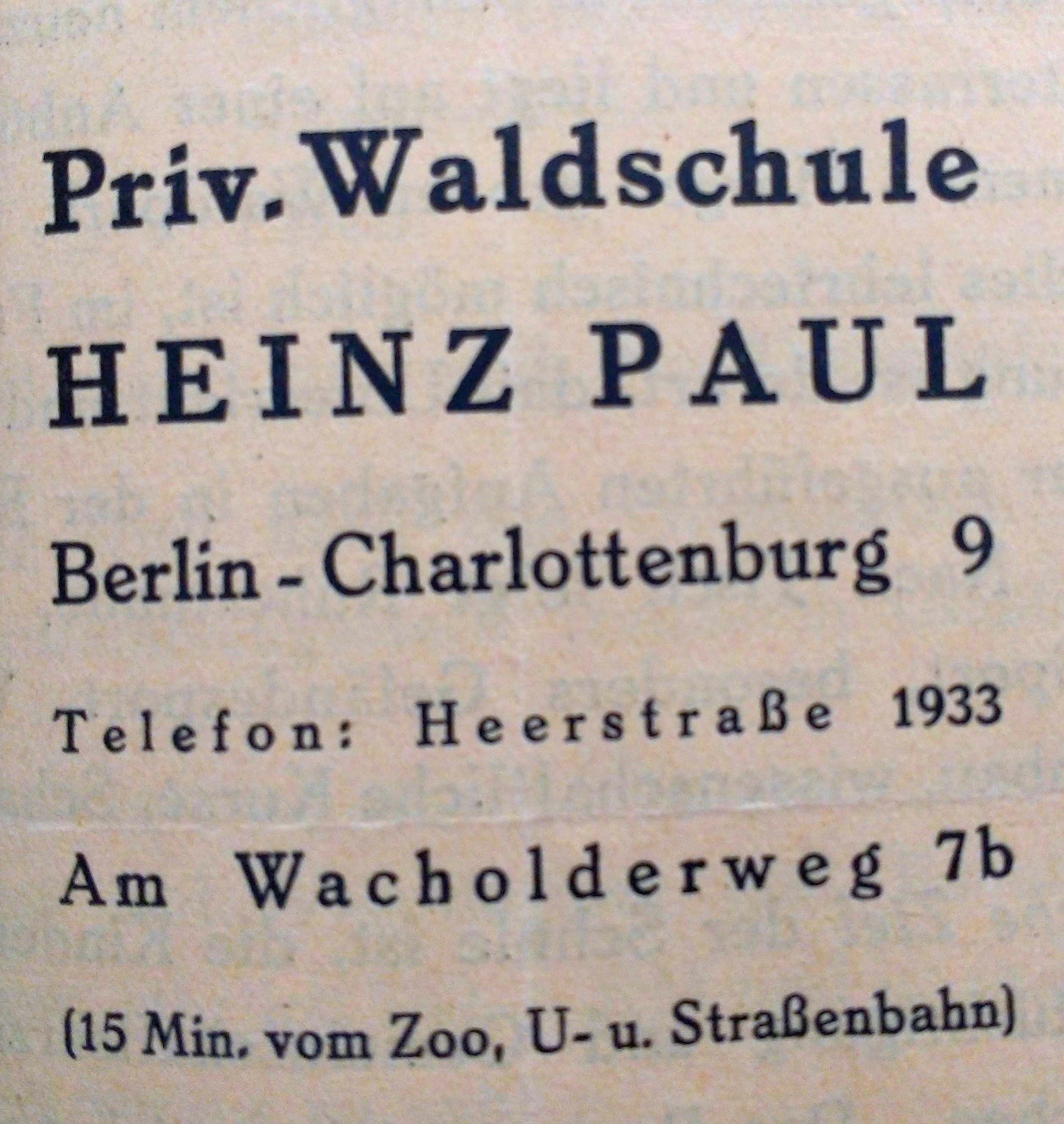
Aufschrift auf der Titelseite des Prospekts der Priv. Waldschule Heinz Paul

Über diese von den beiden gegründete Schule gibt es über die Adressbucheinträge hinaus keine amtlichen Dokumente. Erst durch die Entschädigungsakte von Heinz Paul lässt sich deren kurze Geschichte rekonstruieren. In dem oben schon zitierten Brief Pauls vom 10. Juni 1954 heißt es:

„Ende 1932 begruendete ich mit meiner damaligen Verlobten und jetzigen Ehefrau Dr. Elisabeth Selver in Berlin-Charlottenburg die private Waldschule Heinz Paul, Berlin-Charlottenburg. Geldmittel wurden von meiner Verlobten und der Mutter derselben zur Verfuegung gestellt, aber ich war der Inhaber und der Leiter der Schule, die den Namen Privatwaldschule Heinz Paul fuehrte.“

Gemäß dem oben schon zitierten Schreiben von Elisabeth Selvers Anwalt an das Landgericht Berlin vom 11. September 1967 war Elisabeth Selver Ende 1932 die Lehrerlaubnis entzogen worden, vermutlich aufgrund fehlender Examen für den Schuldienst, was sie zum Aufbau einer neuen Existenz zwang, zunächst mit der Hilfe der Mutter einer ihrer Schülerinnen aus der PriWaKi, und anschließend zusammen mit Heinrich Paul, der anfangs noch weiter an der PriWaKi unterrichtete und dann dort freiwillig ausschied. Rechtsanwalt Leonhard deutete an, dass dahinter der Plan gestanden habe, den arischen Schülern der Privaten Waldschule Kaliski die Fortsetzung ihrer Ausbildung in einer ähnlichen Schule zu ermöglichen. Eine solche Schule zu führen, war aber nach Lage der Dinge nur Heinz Paul möglich, weil nur er über die Befähigung zum Lehramt verfügte.
In einem Schulprojekt, der sich ebenfalls in den Entschädigungsakten befindet, heißt es über das Konzept:

„Die private Waldschule Heinz Paul ist eine höhere Lehranstalt mit Tages- und Vollinternat für Knaben und Mädchen (…) und verbindet die Erziehungsmöglichkeiten des Landerziehungsheims mit denen des Elternhauses. (…) Der Unterricht findet, soweit dies (…) möglich ist, im Freien statt. (…) Das pädagogische Ziel der Schule ist, die Kinder durch Arbeit, körperliche Ertüchtigung und Gemeinschaftserziehung lebenstauglich zu machen. Das Pensum richtet sich nach den Plänen der Oberrealschule und des Reformgymnasiums. (…) Die Verpflegung wird nach den Grundsätzen moderner Ernährungslehre zusammengestellt (reichlich Gemüse und Obst). (…) Das Schulgeld beträgt: im Tagesinternat inkl. Verpflegung und Beaufsichtigung der Schularbeiten usw. 780,-- RM (…) im Vollinternat jährlich 1500,-- RM.“

Laut einem in der Entschädigungsakte vorhandenen amtlichen Erhebungsbogen aus dem Jahre 1936 unterrichteten zu diesem Zeitpunkt an der Schule drei männliche und zwei weibliche Vollzeitlehrkräfte 52 Schülerinnen und Schüler, von denen elf älter als 14 Jahre waren. 30 waren Jungen, 22 Mädchen. 15 von ihnen waren „israelitischen“ Glaubens, doch das bedurfte nach den nationalsozialistischen Regeln noch einer weiteren Differenzierung: „Deutschen oder artverwandten Blutes“ waren 31 Schülerinnen und Schüler, 15 galten als „jüdisch“ im Sinne des Reichsbürgergesetzes und sechs als „jüdisch-mischblütig“.
Zum Zeitpunkt dieser Erhebung waren Heinz Paul und Elisabeth Selver schon nicht mehr an der Schule, die sich nach Pauls Einschätzung „zu Anfang gut entwickelt“ hatte. Die Probleme begannen bereits in den Sommerferien 1933, als Paul vom Preußischen Philologenverband nahegelegt wurde, einen Studienassessor Olberg einzustellen. Es kam zu einem Vorstellungsgespräch, und dieses hatte für Paul fatale Folgen. In einem Schreiben vom 28. September 1933 teilte ihm „Der Oberpräsident der Provinz Brandenburg und von Berlin – Schulabteilung“ mit:

„Sie haben in der Unterredung mit dem Studienassessor Olberg anfg August ds. Js. so wenig nationales Selbstgefuehl bekundet, dass Ihnen die Leitung einer Privatschule nicht übertragen werden kann.“

Paul durfte zwar die wirtschaftliche Leitung und Inhaberschaft noch behalten, musste als Schulleiter aber ersetzt werden. Wie Paul schreibt, wurde erst im Jahre 1935 der „nationalsozialistische Leiter Polizeischulrat Dr. Georg Nitsche“ bestellt, der der Aufgabe aber nicht gewachsen war, und die Schule deshalb Ostern 1937 eingegangen sei.
Paul schildert die Lage für ihn und seine jüdische Verlobte, Elisabeth Selver, als immer bedrohlicher. Sie kehrte deshalb im Sommer 1935 aus einem Urlaub in Großbritannien nicht mehr nach Deutschland zurück, Heinrich Paul folgte ihr am 6. Juli 1936. Mysteriös mutet in diesem Zusammenhang allerdings ein Schreiben des „Staatskommissars der Hauptstadt Berlin“ vom 5. November 1935 an. Mit Bezug auf eine Eingabe vom 9. Oktober 1935 lässt er dem „Fräulein Dr. Elisabeth Selver“ über den „Herrn kom. Schulrat Freitag“ die Bedingungen „zur Errichtung einer jüdischen höheren Privatschule“ mitteilen. Dass ein solcher Antrag nicht von dem „Arier“ Heinrich Paul hätte gestellt werden können, ist für die damaligen Verhältnisse naheliegend. Was aber verwundert, sind die beiden Daten in dem Schreiben, denn zu diesem Zeitpunkt war Elisabeth Selver längst in Großbritannien.
Der letzte Eintrag zu Heinrich Paul in der historischen Einwohnermeldekartei Berlins lautet: „Abmeldung: am 1. August 1936 von Berlin, Wacholderweg 7 b nach London, 16 Wedderburn Road.“ Heinz Paul und Elisabeth Selver heirateten am 21. April 1937 im Exil und erwarben die St. Mary’s School, die sie später in St. Mary’s Town and Country School umbenannten.

### Die Entschädigungsakte Heinz Paul

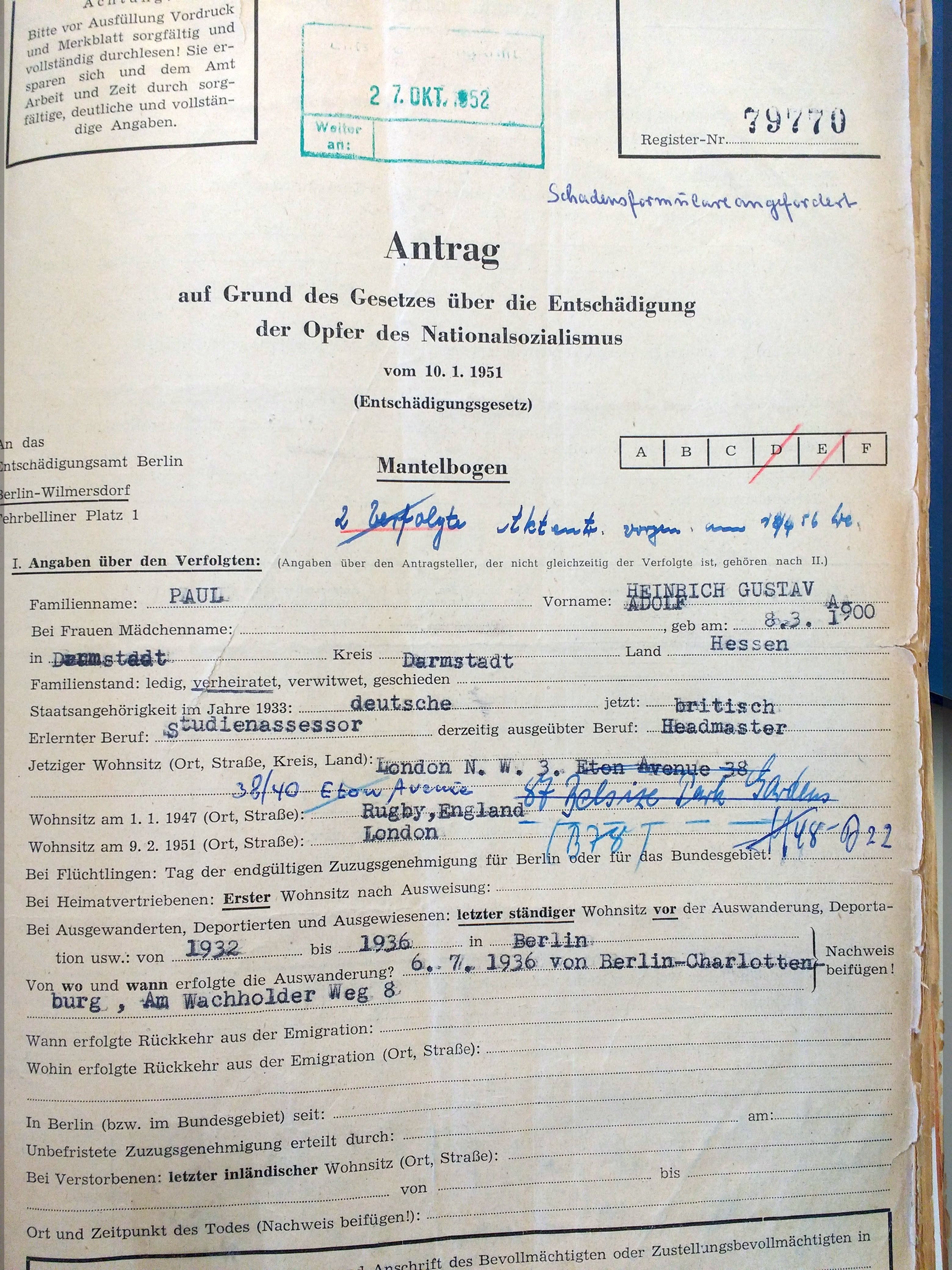
Erste Seite des Entschädigungsantrags von Heinz Paul

Sich ein Bild von Heinz Paul in seinem zweiten Lebensabschnitt zu machen, ist sehr schwer. Zwar firmierte er von 1946 bis 1956 neben seiner Frau als Schulleiter, doch schon die Frage, warum er das nach 1956 nicht mehr war, war zunächst nicht zu beantworten. Dabei war eher er es, der von seiner Ausbildung her über die größere Schulerfahrung verfügte und mit reformpädagogischen Ansätzen vertraut war. Doch seine Rolle an der Schule ist kaum fassbar; es scheint, dass er stets im Schatten seiner Frau gestanden hat.
Mehr Aufschluss über Heinz Paul und seine Schwierigkeiten im schulischen und privaten Alltag gibt erst die Akte zu dem von ihm am 20. Oktober 1952 gestellten Antrag auf Grund des Gesetzes über die Entschädigung der Opfer des Nationalsozialismus. Er macht den Verlust von Vermögenswerten aufgrund des Verlustes der Schule und verfolgungsbedingte Gesundheitsschäden geltend. Hinsichtlich der Gesundheitsschäden beruft er sich auf eine „Vegetative Dystonie“, wofür er ein Gutachten eines britischen Mediziners vorlegt. Im Laufe des sich lange hinziehenden Verfahrens gibt er dazu am 27. Juni 1964 eine handschriftliche Erklärung ab, die im Wesentlichen alle Punkte aus früheren Schreiben wiederholt. Er schließt allerdings mit den Sätzen: „Paniken und zunehmende Psychosen machten es notwendig, dass ich trotz aller Anstrengungen den Lehrerberuf aufgeben musste, auch das Autofahren. Ich möchte hinzufügen, dass ich in meiner Berliner Zeit geheim politisch tätig war. Einer meiner Freunde auf diesem Gebiet war Harro Schulze-Boysen, der 1944 hingerichtet wurde.“ Ob letzteres tatsächlich zutrifft, muss offen bleiben; der Punkt spielt für den Ausgang des Verfahrens keine Rolle. Seine gesundheitlichen Beeinträchtigungen dagegen sind Gegenstand mehrerer Stellungnahmen seiner ihn behandelnden Ärzte und Psychiater und eines amtlichen Gutachtens. Letzteres fasst am prägnantesten zusammen, worunter Heinrich Paul zu leiden vorgibt:

„AS [Antragsteller] hat die Verfolgung eingehend beschrieben (…) Ausserdem berichtet er, dass er aktiven Anteil an einer anti-nationalsozialistischen Bewegung genommen habe und dass er durch diese Organisation vor der drohenden Verhaftung gewarnt worden sei; er habe waehrend des letzten Jahres seines Aufenthaltes in Deutschland nur selten in seinem eigenen Hause uebernachtet, da er sich bedroht fuehlte. Der Aufbau seiner Existenz in England sei sehr schwer gewesen und er habe fuenf Jahre lang nicht nur als Lehrer in saemtlichen Faechern unterrichtet, sondern auch als Faktotum und Handwerker in der Schule gearbeitet, bis er nicht mehr konnte. Seine Energie habe nachgelassen und gegen 1955 habe er seine Taetigkeit aufgeben muessen: er sei nervlich dem Unterrichten nicht mehr gewachsen gewesen. Er beschaeftige sich seither mit Musik und Komposition. Seine Angst- und Spannungszustaende haetten auch seine Magenfunktion beeintraechtigt, so dass sich ein Zwoelffingergeschwuer entwickelt habe. Er koenne die Zeit von 1933 bis 1936 einfach nicht vergessen, muesse immer wieder nachgruebeln, und bekome noch heute Albtraeume mit Verfolgungsinhalt.“

Der Gutachter hat, in Übereinstimmung mit den Befunden von Pauls Ärzten, durch all das den Eindruck, „dass es sich um eine Psycho-neurose handelt“ die eher auf die „Verschlimmerung eines anlagenbedingten psychasthenischen Versagungszustandes“ zurückzuführen sei, denn auf geltend gemachte Folgen der Verfolgung. Gleichwohl plädiert auch er dafür eine Minderung der Erwerbstätigkeit (MdE) anzuerkennen, was letztlich auch geschieht. Laut dem Bescheid vom 14. November 1966 erhält Heinz Paul rückwirkend eine Entschädigung über 35.887,57 DM zugesprochen und ab dem 1. Oktober 1966 eine Rente von 1.177,17 DM. Nach einer nur teilweise erfolgreichen Klage gegen diesen Bescheid, in der es um die Anerkennung eines höheren Erwerbsminderungssatzes ging, spricht ihm das Landgericht Berlin in einem Urteil vom 30. September 1968 eine weitere Entschädigung über 2.693 DM zu, weist im Übrigen die Klage aber ab.

### Ein Nachtrag
Im „National Archive“ in Kew (Richmond, Großbritannien) lagern Berichte über Schulinspektionen der „St. Mary’s School“ aus mehreren Jahren. Im gleichen Archiv befindet sich aber auch ein Schriftwechsel zwischen Heinz Paul und John Sturge Stephens, einmal aus der Zeit zwischen 1920 und 1930 und einmal aus dem Jahr 1952. John Sturge Stephens (1891–1954) war Quäker und gilt aufgrund seiner Haltung im Ersten Weltkrieg als Cornwalls erster Kriegsdienstverweigerer. Im gleichen Archiv befinden sich auch Briefe von Theo Spira an John Sturge Stephens. Woher die Verbindung zwischen Paul und Stephens stammt, ist ebenso unklar, wie der Hintergrund der Beziehung zwischen Spira und Stephens. Spira war 1923 am Englischen Seminar der Universität Gießen tätig, und Anglistik hat auch Heinrich Paul 1922/1923 in Gießen studiert. Spira war zuvor schon an der Odenwaldschule als Lehrer tätig gewesen: „Spira, Theo Dr., Mitarbeiter OSO 1913/14; hat ua einiges in der englischen Lautentwicklung gearbeitet, auch über Shelley's geistesgeschichtliche Bedeutung (am englischen Seminar der Universität Giessen 1923) und hat Shakespeares Sonette 1929 interpretiert.“. Spira war wohl auch friedenspolitisch aktiv, wie sich aus folgendem Zitat ergibt:

„Darüber hinaus war dem Kriegsverlierer Deutschland zunächst die Mitgliedschafit im Völkerbund verwehrt. Die neue Reichsregierung erhielt jedoch bei ihren Bemühungen um eine Verbesserung der auswärtigen Beziehungen über die Jahre wertvolle Unterstützung von der sich für die Idee des Staatenbundes einsetzenden Deutschen Liga für Völkerbund, deren pädagogische Abteilung bereits wenige Tage vor der Unterzeichnung der Verfassung der Weimarer Republik vorn 5. bis 7. August 1919 in Wetzlar eine Tagung mit amerikanischen und englischen Quäkern zu den ethischen Voraussetzungen eines dauerhaften Friedens durchführte. Die alte Reichsstadt an der Lahn bot sich aufgrund ihrer Stadtgeschichte besonders für dieses Thema an. Von 1689 bis 1806 war hier das Reichskammergericht ansässig, an dem auch Johann Wolfgang von Goethe und sein Vater im Rahmen ihrer fortgeschrittenen Juristenausbildung zeitweise tätig waren. Dem Wetzlarer Treffen vorausgegangen war im Juni l9l9 eine Tagung in Heppenheim, die im wesentlichen vom ‚Gießener Kreis zur Neugestaltung des Bildungswesens‘ um die Reformpädagogen Theo Spira und Otto Erdmann und den jüdischen Religionsphilosophen Martin Buber organisiert wurden und ebenfalls die Krisenbewältigung in Europa nach dem Weltkrieg zum Ziel hatte. Eine Phase der politischen und wirtschaftlichen Stabilisierung sowie internationaler Anerkennung trat aber erst 1924 unter Reichsaußenminister Gustav Stresemann ein, die bis zum Beginn der Weltwirtschaftskrise im Oktober 1929 anhielt.“

Sollte Stephens zu den britischen Quäkern gehört haben, die 1919 an dem Wetzlaer Treffen teilgenommen haben, dann deutet alles darauf hin, dass auch Heinrich Paul als vermutlicher Spira-Student über Spira in Kontakt zu Stephens gekommen ist.

## Schriften
- Der zyklische Bau der Dichtungen Stefan Georges von den ‚Hymnen‘ bis zum ‚Teppich des Lebens‘. Philosophische Dissertation, Frankfurt am Main 1923.
- St. Mary’s Town and Country School. In: Hubert Alwyn Thomas Child (Hrsg.): The independent progressive school. Hutchinson & Co. (Publishers) LTD, London 1962, S. 136–145.
Das Buch diente der Selbstdarstellung reformpädgaogischer Schulen (progressive schools) in Großbritannien. Elisabeth Pauls Aufsatz darin, der nur wenige Aspekte der Schulgeschichte streift, beschreibt ausführlich das pädagogische Konzept. Er ist online abrufbar unter: Elisabeth Paul: St. Mary’s Town and Country School. In dem Buch, allerdings online nicht abrufbar, folgt auf Elisabeth Pauls Aufsatz ein Beitrag von A. S. Neill über Summerhill.